# Чінголо сосновий
Чі́нголо сосновий (Peucaea aestivalis) — вид горобцеподібних птахів родини Passerellidae. Ендемік США. Отримав назву на честь американського пастора і натураліста Джона Бахмана.

## Опис
Довжина птаха становить 12,2-16,2 см, вага 18,4-23 г. Верхня частина тіла рудувато-коричнева. На тім'ї і спині чорні смужки. Обличчя сіре, над очима каштанові "брови". Груди піщаного кольору, живіт білуватий.

## Підвиди
Виділяють три підвиди:
- P. a. bachmani (Audubon, 1833) — гніздиться на південному сході США, від півдня штатів Вірджинія і Кентуккі до Міссісіпі, Алабами і Джорджії. Зимує в південній частині ареалу (від східної частини штату Міссісіпі до центральної частини Північної Кароліни на південь до узбережжя Мексиканської затоки і центральної Флориди;
- P. a. illinoensis Ridgway, 1879 — гніздиться від Арканзаса, південного сходу Оклахоми і східного Техасу на схід до півдня штатів Кентуккі і Луїзіана. Зимує на сході Техасу, на узбережжі Мексиканської затоки до річки Міссісіпі на сході;
- P. a. aestivalis (Lichtenstein, MHK, 1823) — гніздиться від південного сходу Південної Кароліни і сходу Джорджії на південь до південної Флориди. Зимує в Південній Кароліні і Флориді.

## Поширення й екологія
Соснові чінголо є ендеміками південного сходу США. Живуть у відкритих соснових лісах на висоті до 900 м над рівнем моря. Харчуються комахами і насінням трав. Сезон розмноження триває в квітні-серпні. За сезон може вилупитися 1-2 (іноді 3) виводки пташенят. Гнізда розміщуються на землі. В кладці 3-5 яєць розміром 19×15 мм. Інкубаційний період триває 12-14 днів. Пташенята залишаються в гнізді 9-10 днів.

## Збереження
МСОП вважає стан збереження соснового чінголо близьким до загрозливого. Основною загрозою є деградація природних середовищ.